# جی بنت
جی بنت (انگلیسی: Jay Bennett؛ ۱۵ نوامبر ۱۹۶۳ – ۲۴ مهٔ ۲۰۰۹) یک موسیقی‌دان اهل ایالات متحده آمریکا بود.